# Kareli
Kareli é uma cidade e uma nagar panchayat no distrito de Narsimhapur, no estado indiano de Madhya Pradesh.

## Geografia
Kareli está localizada a 22° 55′ N, 79° 04′ L. Tem uma altitude média de 349 metros (1145 pés).

## Demografia
Segundo o censo de 2001, Kareli tinha uma população de 25 035 habitantes. Os indivíduos do sexo masculino constituem 53% da população e os do sexo feminino 47%. Kareli tem uma taxa de literacia de 72%, superior à média nacional de 59,5%: a literacia no sexo masculino é de 78% e no sexo feminino é de 66%. Em Kareli, 13% da população está abaixo dos 6 anos de idade.